# Поспонте ди Лузињана (Маса-Карара)
Поспонте ди Лузињана је насеље у Италији у округу Маса-Карара, региону Тоскана.
Према процени из 2011. у насељу је живело 13 становника. Насеље се налази на надморској висини од 555 м.